# اندیس کوه کفتار
کوه کفتار یک اندیس مصالح ساختمانی است که در حوالی شهر اردستان استان اصفهان قرار دارد و مادهٔ معدنی موجود در آن، سنگ تزئینی است.  